# Marthe d'Oraison
Marthe d'Oraison, baronne d'Allemagne-en-Provence, vicomtesse de Valernes, est née à Cadenet, (Vaucluse) en 1590, et morte à Paris en 1627 est la fondatrice des Capucines de Marseille. Elle est une des figures spirituelles du 17e siècle. Elle a fait l’objet de plusieurs biographies.

## Origines et famille
Marthe d’Oraison de Laigue, appartient à une famille de l’aristocratie provençale. Son père  François de Laigue, vicomte de Cadenet, est devenu marquis d’Oraison en 1688. Sa seconde épouse Madeleine de la Loüe est la mère de Marthe. Elle nait au château de Cadenet. Elle reçoit le prénom de Marthe en mémoire de son aïeule paternelle, Marthe de Foix, épouse d'Antoine, seigneur d'Oraison et vicomte de Cadenet. Lorsque ses parents meurent, elle a quatre ans. Son frère aîné, André d'Oraison s’occupe d’elle, la fait instruire et lui choisit un mari.
Le 14 octobre 1610, à Cadenet, elle épouse Alexandre du Mas de Castellane, baron d’Allemagne et vicomte de Valernes. Ils vivent dans le château d’Allemagne-en-Provence. Les époux s’entendent bien et le mariage semble heureux. L’année suivante, son mari meurt à Aix-en-Provence, ainsi qu'Anibal de Forbin, baron de la Roque, son cousin dans leur duel pour un point d'honneur. Marthe, âgée de 22 ans, se retrouve veuve.

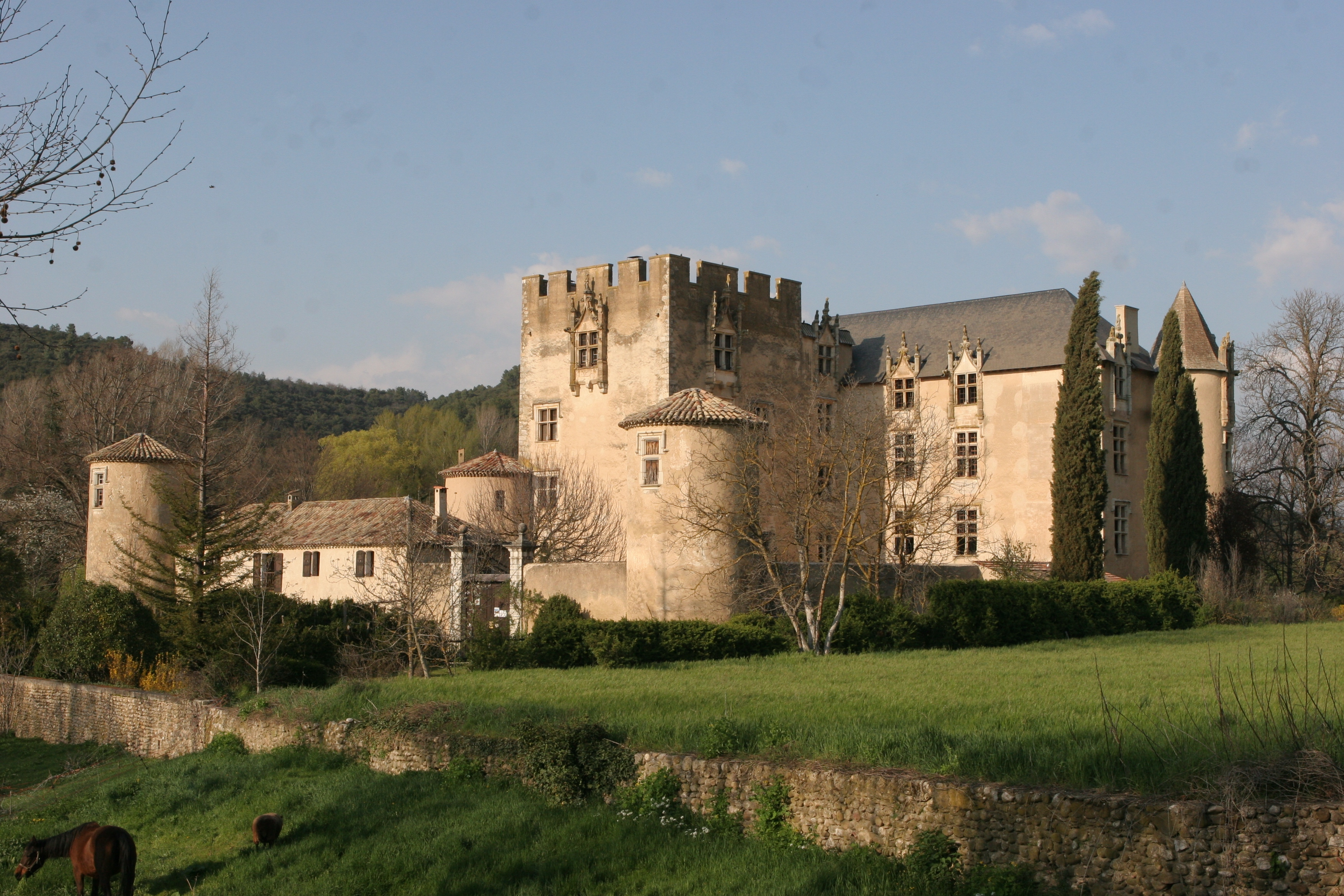
Château d'Allemagne en Provence

Elle élève Gabrielle du Mas, leur fille qui en épousant le 27 juin 1624, à Pertuis, Antoine de Villeneuve devient marquise de Trans et des Arcs.

## Biographie
Marthe d’Oraison décide de ne pas se remarier, bien que sa fortune et sa  beauté attirent les prétendants. Dégagée des obligations familiales, elle visite les pauvres, les malades chez eux et à l’hôpital, à Riez, à Valernes, à Sisteron, à Pertuis, dans les lieux où elle réside. Sa fortune lui permet d'être bienfaitrice et de se consacrer à des œuvres de charité. 
Elle est proche des pères Capucins. En 1621, elle souhaite être admise dans le couvent des Capucines de Paris. Cela lui est refusé, puisque la règle ne permet pas d’accueillir une veuve. L’abbesse lui conseille de fonder un couvent de Capucines en Provence où elle pourrait être reçue en qualité de fondatrice.
Le 15 octobre 1622, elle reçoit l’autorisation du pape Urbain VIII.
En 1622, les consuls de Toulon lui proposent un terrain, elle se montre exigeante et l’affaire ne se conclut pas. En 1623, elle se tourne vers Marseille.
Le Couvent des Capucines est construit à Marseille sur un terrain qui se trouve actuellement entre le boulevard d’Athènes, les Allées Gambetta et la rue Lemaître. Elle dépense 100 000 livres pour la construction du monastère.
En 1626, trois religieuses de Paris viennent  à Marseille pour aider à la fondation. Parmi les sept premières religieuses reçues, avec elle, à la vêture le 19 juillet 1626 au couvent des capucines de Marseille se trouve Agnès d’Aguillenqui.
Elle s’astreint à une vie austère, elle mortifie son corps à l’outrance, elle porte le cilice. Les Capucines s’opposent à cette austérité qui pourrait décourager les novices. Même si on l’admire, elle suscite aussi le scandale puisqu'elle s’affranchit des règles du couvent et de la société. Elle prend l’habit, alors qu’elle n’est pas une religieuse, puisqu’elle n’a pas prononcé ses vœux. Elle vit cloitrée, mais elle sort vêtue en novice capucine hors du monastère. Cette confusion déroge aux règles. Son déclassement social volontaire lui ferme les portes de son réseau dans la noblesse, (selon Antoinette Gimaret) . En novembre 1626, elle décide de faire le voyage de monter à Paris pour entrer comme novice chez les Capucines. Mais elles refusent d’accueillir une veuve.
Il devient difficile pour elle de continuer à faire la charité, car sa fortune est épuisée. Elle rentre à l’Hôtel-Dieu de Paris pour se consacrer aux soins des malades.
Elle tombe malade et meurt le 30 mai 1627 à Paris, elle est âgée de 37 ans. Elle est enterrée dans le cloître des capucins Saint-Honoré.
Après sa mort, elle est considérée comme une sainte qui pourrait accomplir des miracles. Mais elle n’est pas béatifiée.

## Postérité
Elle fait l'objet de plusieurs biographies qui l'ont classée dans le catalogue des héroïnes chrétiennes de la Réforme catholique. Dès 1632, sa vie est écrite par le père Pierre Bonnet sous le titre L’Amour de la pauvreté descritte en la vie et en la mort de haute et puissante dame Marthe, marquize d’Oraison. Hilarion de Coste la met au rang des dames « illustres en piété » dans la version de 1647 de ses Éloges. Le père Marc de Bauduen, confesseur des Capucines de Marseille, fait paraître en 1671 une Vie admirable de la très illustre et très vertueuse Dame Marthe d’Oraison.